# Люботинка
Люботинка (Уди II) — річка в Україні, права притока Уди. Бере свій початок в селі Нестеренки, на Північно-Західному краї міста Люботина, і тече через центр міста. Довжина річки — близько 15 км.
Водостік — у річку Уди, потім в річку Сіверський Донець, далі — в Дон, і в Азовське море.

## Історія і сучасність

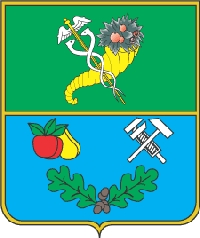
Герб Люботина

На річці Люботинка у 1650 році було засноване місто Люботин, що отримало свою назву саме від річки. 
На сьогодні Люботинка являє собою мережу з 12 штучно створених ставків, які отримали назву Любовських ставків. Мережа ставків на річці Люботинка стала одним з мотивів (блакитний колір гербового поля) для герба міста Люботина.

## Ставки на річці Люботинці
- Ставки на Нестеренках:

Мілкі, малопридатні для купання, малорибні через слабку годівельну базу.
- Любовські ставки:

Побудовані за царських часів на території маєтку пана Любицького (звідси назва), пізніше через поступове заболочення були перебудовані у 1980-х рр. для піонерських таборів «Гвоздика» та «Радість», зараз — у приватній власності, огороджені, доступ для населення закритий.
- Ставок Джерелянський:

Побудований у 1980-х рр., назву отримав від місцевих джерел, мілкий, середня глибина — 2,5 метри, дно замулене, для купання непридатний.
- Ставок Перекошка:

Побудований за царських часів, назву отримав через розташування на пересіченій («перекошеній») місцевості, середня глибина — 4 метри, придатний для купання, на ставку 2 піщані пляжі, на березі — лісонасадження (берези, дуби, ясені), поряд розташований будинок рибалки, в радянські часи на ставку було 2 човнові станції і будинок відпочину, які на сьогодні практично повністю зруйновані.
- Старолюботинський ставок:

Найбільший ставок на річці Люботинці і в Люботині взагалі. Дно замулене, для купання непридатний.
|                       |  |                      |  |                  |
| Ставок на Нестеренках |  | Ставок Джерелянський |  | Ставок Перекошка |

## Дивись також
- Люботин
- Люботинська республіка
- Любовка
- Ведмежий (хутір)
- Перекошка